# Klątwy
Klątwy – wieś w Polsce, położona w województwie lubelskim, w powiecie tomaszowskim, w gminie Tyszowce.
| SIMC    | Nazwa   | Rodzaj    |
| ------- | ------- | --------- |
| 0903452 | Kolonia | część wsi |

W latach 1975–1998 miejscowość administracyjnie należała do województwa zamojskiego.
Wieś starostwa tyszowieckiego w XVIII wieku. 
Wierni Kościoła rzymskokatolickiego należą do parafii św. Leonarda w Tyszowcach.